# Hà Tĩnh
Hà Tĩnh là tỉnh ven biển  phía bắc của vùng Bắc Trung Bộ, miền Trung Việt Nam. Thủ phủ của tỉnh là phường Thành Sen.
Theo dữ liệu Sáp nhập tỉnh, thành Việt Nam 2025, 	Hà Tĩnh	có diện tích: 	5.994	km²,	xếp thứ	27; dân số:	1.622.901	người,	xếp thứ	27; GRDP 2024: 	112.855.090	triệu VNĐ, xếp thứ	27; thu ngân sách 2024:	17.972.968	triệu VNĐ, xếp thứ	23; thu nhập bình quân:	51,60	triệu VNĐ/năm, 	xếp thứ	21.
Tỉnh Hà Tĩnh được thành lập lần đầu tiên năm 1831, đời vua Minh Mạng trên cơ sở chia trấn Nghệ An thành 2 tỉnh: Nghệ An (phía Bắc sông Lam); Hà Tĩnh (phía nam sông Lam). Theo đó, tỉnh Hà Tĩnh lúc thành lập với gồm 2 phủ Đức Thọ và Hà Hoa của trấn Nghệ An trước đó.
Năm 1976, Hà Tĩnh sáp nhập với Nghệ An, lấy tên là Nghệ Tĩnh. Năm 1991, Quốc hội Việt Nam khóa VIII ra nghị quyết chia tỉnh Nghệ Tĩnh, tái lập tỉnh Nghệ An và tỉnh Hà Tĩnh.

## Địa lý

### Vị trí
Hà Tĩnh trải dài từ 17°54’ đến 18°37’ vĩ Bắc và từ 106°30’ đến 105°07’ kinh Đông, có vị trí địa lý:
- Phía đông giáp Biển Đông
- Phía tây giáp tỉnh Borikhamxay và tỉnh Khammouan, Lào
- Phía nam giáp tỉnh Quảng Trị
- Phía bắc giáp tỉnh Nghệ An.

### Địa hình
Phía đông dãy Trường Sơn với địa hình "hẹp, dốc" và nghiêng từ tây sang đông, độ dốc trung bình 1,2%, có nơi lên đến 1,8%. Lãnh thổ chạy theo hướng tây bắc - đông nam và bị chia cắt bởi các sông suối của dãy Trường Sơn với những dạng địa hình chuyển tiếp, xen kẻ lẫn nhau. Sườn Đông của dãy Trường Sơn nằm ở phía tây, có độ cao trung bình 1500 mét, đỉnh Rào Cọ 2.235 mét, phía dưới là vùng đồi giống bát úp, tiếp nữa là dải đồng bằng chạy ra biển có độ cao trung bình 5 mét và sau cùng là dãy cát ven biển bị những cửa lạch chia cắt. Tỉnh Hà Tĩnh bị chia làm 4 loại địa hình gồm:
- Vùng núi nằm ở phía Đông của dãy Trường Sơn, địa hình dốc bị chia cắt, tạo nên thành những thung lũng chạy dọc theo các triền sông của hệ thống sông Ngàn Phố, Ngàn Sâu và Rào Trổ.
- Vùng trung du và bán sơn địa là vùng chuyển từ vùng núi xuống vùng đồng bằng, chạy dọc phía tây nam đường Hồ Chí Minh, địa hình có dạng xen lẫn giữa các đồi trung bình và thấp với đất ruộng.
- Vùng đồng bằng chạy dọc 2 bên Quốc lộ 1 theo chân núi Trà Sơn và dải ven biển với địa hình "tương đối bằng phẳng" do quá trình bồi tụ phù sa của các sông, phù sa biển trên các vỏ phong hoá Feralit hay trầm tích biển.
- Vùng ven biển nằm ở phía Đông đường Quốc lộ 1, địa hình vùng này bị tạo bởi những đụn cát, ở những vùng trũng bị lấp đầy bởi những trầm tích, đầm phá hay phù sa. Vùng này xuất hiện các dãy đồi núi sót chạy dọc ven biển và những bãi ngập mặn bị tạo ra từ những cửa sông.[10]

### Khí hậu
Hà Tĩnh nằm trong khu vực nhiệt đới gió mùa nóng ẩm. Nó chịu ảnh hưởng của khí hậu chuyển tiếp giữa miền Bắc và miền Nam, vì những cơn gió từ miền Bắc đổ vào và thời tiết ấm áp hơn của miền Nam. Nhiệt độ trung bình 24 °C-24,8 °C. Hàng năm, Hà Tĩnh có 2 mùa mưa và hè:
- Mùa hè: Từ tháng 4 đến tháng 10, đây là mùa nắng, khô hạn kèm theo những đợt gió phơn Tây Nam (Gió Lào) khô nóng, nhiệt độ có thể lên tới hơn 40 °C, khoảng cuối tháng 7 đến tháng 10 có những đợt bão kèm theo mưa gây ngập úng những nơi, lượng mưa lớn nhất 600 mm/ngày đêm.
- Mùa đông: Từ tháng 11 đến tháng 3 năm sau, mùa này chủ yếu có gió mùa Đông Bắc kéo theo mưa phùn, nhiệt độ có thể xuống tới 5 °C.[11]

### Tài nguyên thiên nhiên
Hà Tĩnh hiện có 276.003 ha rừng, gồm 199.847 ha rừng tự nhiên và 76.156 ha rừng trồng, với độ che phủ của rừng đạt 45 %. Rừng tự nhiên là kiểu rừng nhiệt đới, vùng núi có thể gặp các loại rừng lá kim á nhiệt đới. Rừng trồng phần lớn là thông nhựa. Hà Tĩnh có thảm thực vật rừng với hơn 86 họ và 500 loài cây gỗ, gồm những loại gỗ "quý" như lim xanh, sến, táu, đinh, gụ, pơmu... và những loài thú như hổ, báo, hươu đen, dê sừng thẳng, trĩ, gà lôi và các loài bò sát khác.
Hà Tĩnh có bờ biển dài 137 km với những cửa sông với khoảng 267 loài cá, thuộc 90 họ, 20 loài tôm, nhuyễn thể như sò, mực,... Về khoáng sản, tỉnh có trữ lượng khoáng sản nằm rải rác ở hầu khắp các huyện gồm than đá, sắt, thiếc, phosphorit, than bùn, cao lanh, cát thủy tinh, thạch anh.
Hà Tĩnh có những sông chảy qua, con sông lớn nhất là sông La và sông Lam, ngoài ra có sông Ngàn Phố, Ngàn Sâu, sông Ngàn Trươi, Rào Cái. Tổng chiều dài các con sông khoảng 400 km, tổng sức chứa 13 tỷ m³. Còn hồ Kẻ Gỗ, hồ Sông Rác, hồ Cửa Thờ Trại Tiểu, đập Đồng Quốc Cổ Đạm... ước khoảng 600 triệu m³.

## Hành chính
Tỉnh Hà Tĩnh được chia ra thành 69 đơn vị hành chính cấp xã, trong đó bao gồm 60 xã và 9 phường.
| Tên           | Diện tích (km²) | Dân số (người) |
| ------------- | --------------- | -------------- |
| Phường (09)   |                 |                |
| Bắc Hồng Lĩnh | 35,31           | 28.729         |
| Hà Huy Tập    | 32,62           | 28.742         |
| Hải Ninh      | 39,37           | 20.399         |
| Hoành Sơn     | 70,48           | 21.004         |
| Nam Hồng Lĩnh | 36,47           | 22.309         |
| Sông Trí      | 69,90           | 37.314         |
| Thành Sen     | 28,23           | 90.983         |
| Trần Phú      | 29,50           | 38.404         |
| Vũng Áng      | 82,98           | 21.339         |
| Xã (60)       |                 |                |
| Can Lộc       | 65,70           | 41.153         |
| Cẩm Bình      | 33,14           | 25.305         |
| Cẩm Duệ       | 193,57          | 23.870         |
| Cẩm Hưng      | 103,80          | 21.964         |
| Cẩm Lạc       | 115,86          | 19.399         |
| Cẩm Trung     | 32,72           | 19.466         |
| Cẩm Xuyên     | 82,98           | 33.977         |

| Tên        | Diện tích (km²) | Dân số (người) |
| ---------- | --------------- | -------------- |
| Cổ Đạm     | 62,67           | 34.635         |
| Đan Hải    | 37,77           | 28.212         |
| Đông Kinh  | 27,57           | 20.986         |
| Đồng Lộc   | 70,55           | 27.783         |
| Đồng Tiến  | 33,57           | 18.614         |
| Đức Đồng   | 47,29           | 11.531         |
| Đức Minh   | 23,58           | 18.718         |
| Đức Quang  | 30,31           | 17.515         |
| Đức Thịnh  | 53,39           | 41.401         |
| Đức Thọ    | 48,93           | 40.064         |
| Gia Hanh   | 45,39           | 28.473         |
| Hà Linh    | 140,43          | 12.622         |
| Hồng Lộc   | 33,78           | 17.042         |
| Hương Bình | 215,56          | 17.530         |
| Hương Đô   | 140,83          | 14.287         |
| Hương Khê  | 165,89          | 29.994         |
| Hương Phố  | 135,68          | 18.633         |
| Hương Sơn  | 32,62           | 31.486         |

| Tên        | Diện tích (km²) | Dân số (người) |
| ---------- | --------------- | -------------- |
| Hương Xuân | 263,14          | 17.422         |
| Kim Hoa    | 88,28           | 19.114         |
| Kỳ Anh     | 64,74           | 32.689         |
| Kỳ Hoa     | 73,28           | 16.045         |
| Kỳ Khang   | 48,85           | 23.771         |
| Kỳ Lạc     | 169,13          | 12.865         |
| Kỳ Thượng  | 218,82          | 15.822         |
| Kỳ Văn     | 135,75          | 17.700         |
| Kỳ Xuân    | 72,94           | 23.574         |
| Lộc Hà     | 35,63           | 40.979         |
| Mai Hoa    | 45,85           | 11.065         |
| Mai Phụ    | 31,93           | 29.828         |
| Nghi Xuân  | 77,65           | 37.524         |
| Phúc Trạch | 201,42          | 18.135         |
| Sơn Giang  | 86,32           | 18.962         |
| Sơn Hồng   | 209,04          | 8.409          |
| Sơn Kim 1  | 223,21          | 5.782          |
| Sơn Kim 2  | 208,46          | 5.123          |

| Tên        | Diện tích (km²) | Dân số (người) |
| ---------- | --------------- | -------------- |
| Sơn Tây    | 129,21          | 14.755         |
| Sơn Tiến   | 80,97           | 20.935         |
| Thạch Hà   | 31,18           | 31.220         |
| Thạch Khê  | 46,32           | 17.528         |
| Thạch Lạc  | 27,60           | 17.682         |
| Thạch Xuân | 72,53           | 16.015         |
| Thiên Cầm  | 40,55           | 32.998         |
| Thượng Đức | 58,32           | 10.015         |
| Tiên Điền  | 31,60           | 24.833         |
| Toàn Lưu   | 60,65           | 18.784         |
| Trường Lưu | 49,92           | 23.569         |
| Tùng Lộc   | 37,49           | 20.944         |
| Tứ Mỹ      | 38,68           | 20.069         |
| Việt Xuyên | 32,10           | 16.986         |
| Vũ Quang   | 533,50          | 14.991         |
| Xuân Lộc   | 33,08           | 25.448         |
| Yên Hòa    | 38,27           | 17.597         |

## Lịch sử
- Thời kỳ đất nước độc lập tự chủ: Nhà Ngô, Nhà Đinh, nhà Tiền Lê gọi là Hoan Châu
- Thời nhà Lý: Đổi làm trại, gọi là Nghệ An Châu trại. Đây là lần đầu tiên xuất hiện danh xứ Nghệ An; năm Thiên Thành thứ 2 (năm 1030) đổi tên là Nghệ An châu. Lúc bấy giờ Diễn Châu là châu riêng, không thuộc Nghệ An Châu.
- Thời nhà Trần: năm Nguyên Phong thứ 6 lại gọi là Trại Nghệ An.
- Thời thuộc nhà Minh lại đổi làm 2 phủ Diễn Châu và Nghệ An.
- Thời nhà Hậu Lê: Năm Quang Thuận thứ 7, 2 phủ Diễn Châu và Nghệ An sáp nhập lại, gọi Nghệ An thừa tuyên; Năm Hồng Đức thứ 1, định bản đồ Nghệ An thừa tuyên có 9 phủ, 25 huyện, 2 châu. Năm Hồng Đức thứ 20 (1490) vua Lê Thánh Tông đổi tên thừa tuyên Nghệ An thành xứ Nghệ An. Phần đất thuộc tỉnh Hà Tĩnh là đất thuộc 2 phủ Đức Quang (tức phủ Đức Thọ sau này) và phủ Hà Hoa (sau còn gọi là phủ Hà Thanh). Phủ Hà Hoa gồm 2 huyện: Thạch Hà và Kỳ Hoa (tức Kỳ Anh và Hoa Xuyên sau này). Phủ Đức Quang gồm 6 huyện: Thiên Lộc (tức Can Lộc), La Sơn (tức Đức Thọ ngày nay), Hương Sơn, Nghi Xuân, Chân Phúc (tức Nghi Lộc Nghệ An), Thanh Chương (Nghệ An).[18]. Khoảng giữa năm Hồng Thuận (1510-1516) vua Lê Tương Dực đổi xứ Nghệ làm trấn Nghệ An.

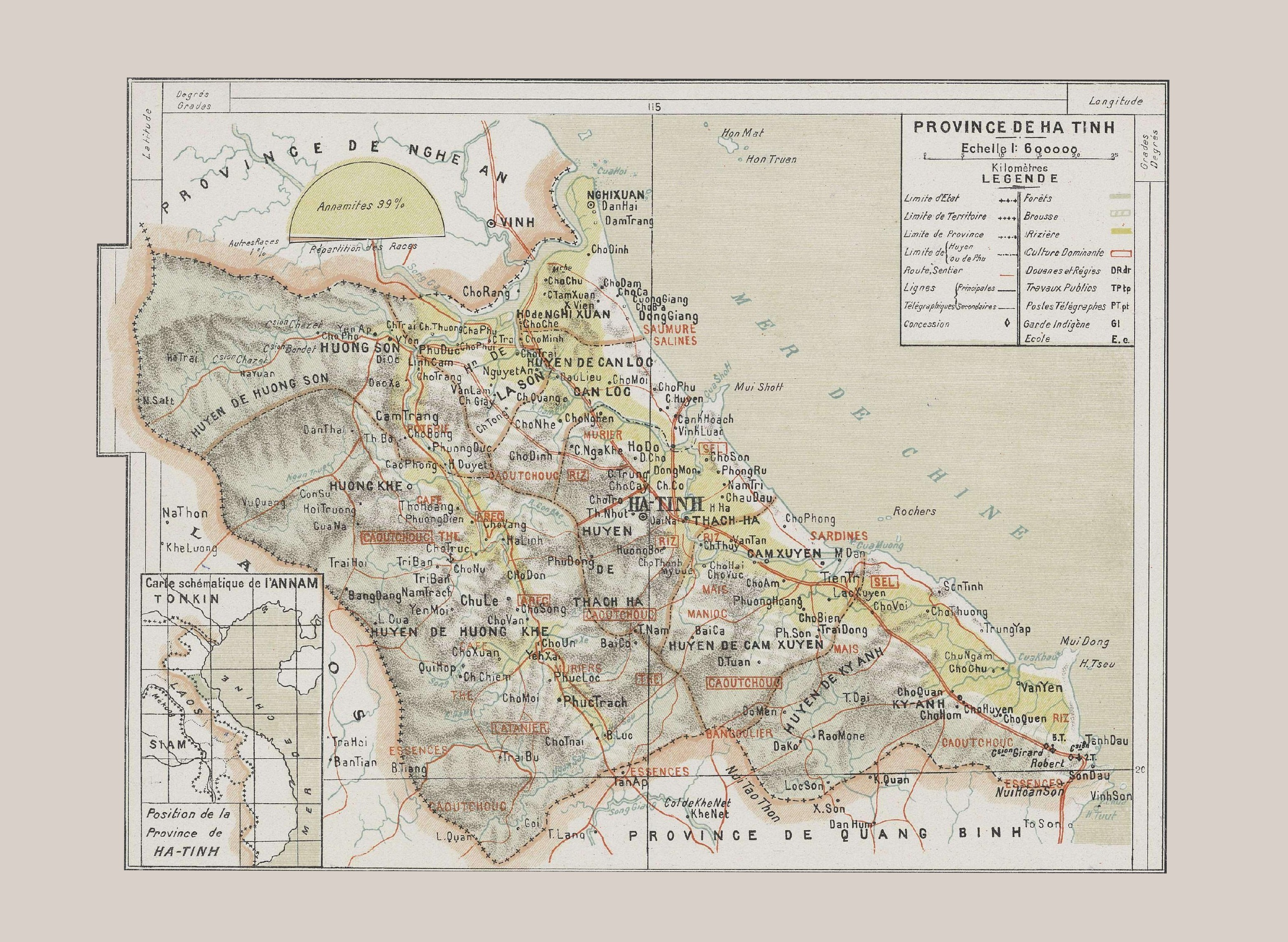
Bản đồ tỉnh Hà Tĩnh năm 1909

Năm 1831, vua Minh Mạng chia trấn Nghệ An thành 2 tỉnh: Nghệ An (phía Bắc sông Lam); Hà Tĩnh (phía nam sông Lam). Tỉnh Hà Tĩnh được thành lập với 2 phủ Đức Thọ và Hà Hoa của trấn Nghệ An trước đó. Năm Minh Mạng 17 (1838) lập thêm huyện Hoa Xuyên thuộc phủ Hà Hoa (Hoa Xuyên tức là Cẩm Xuyên sau này). Năm Minh Mạng 21 (1840), 2 huyện (trước của vương quốc Viêng Chăn bị diệt vong bởi Xiêm La và đất châu Trịnh Cao) là: Cam Cát (tức Khamkheuth tỉnh Borikhamxay) và Cam Môn (tức vùng các huyện Hương Khê, Vũ Quang và phia Đông Bắc tỉnh Khammuane ngày nay), từng nhập vào phủ Trấn Định (tức Ngọc Ma) thuộc xứ Nghệ của Đại Nam, đến lúc đó Minh Mạng cho nhập vào phủ Đức Thọ của tỉnh Hà Tĩnh. Năm Thiệu Trị thứ nhất (1841), đổi phủ Hà Hoa thành phủ Hà Thanh (do kỵ húy), đồng thời Thiệu Trị lấy cả 3 phủ Trấn Định, Trấn Tĩnh, Lạc Biên (trước thuộc Nghệ An) nhập vào tỉnh Hà Tĩnh.
Ngày 2 tháng 3 năm 1992, thành lập thị xã Hồng Lĩnh thuộc tỉnh Hà Tĩnh trên cơ sở tách thị trấn Hồng Lĩnh; 2 xã Đức Thuận và Trung Lương; 1 phần xã Đức Thịnh thuộc huyện Đức Thọ cùng với 2 xã Đậu Liêu và Thuận Lộc thuộc huyện Can Lộc.
Ngày 4 tháng 8 năm 2000, thành lập huyện Vũ Quang trên cơ sở tách 6 xã: Đức Lĩnh, Đức Giang, Đức Liên, Ân Phú, Đức Hương, Đức Bồng thuộc huyện Đức Thọ, 5 xã: Hương Thọ, Hương Minh, Hương Đại, Hương Điền, Hương Quang, Hương Trạch, thuộc huyện Hương Khê và xã Sơn Thọ thuộc huyện Hương Sơn.
Ngày 7 tháng 2 năm 2007, thành lập huyện Lộc Hà trên cơ sở tách 7 xã: Ích Hậu, Hồng Lộc, Phù Lưu, Bình Lộc, Tân Lộc, An Lộc, Thịnh Lộc thuộc huyện Can Lộc và 6 xã: Thạch Kim, Thạch Bằng, Thạch Châu, Mai Phụ, Hộ Độ, Thạch Mỹ thuộc huyện Thạch Hà.
Ngày 28 tháng 5 năm 2007, chuyển thị xã Hà Tĩnh thành thành phố Hà Tĩnh.
Ngày 10 tháng 4 năm 2015, thành lập thị xã Kỳ Anh trên cơ sở tách thị trấn Kỳ Anh và 11 xã thuộc huyện Kỳ Anh.
Ngày 1 tháng 1 năm 2025, giải thể huyện Lộc Hà, địa bàn sáp nhập vào thành phố Hà Tĩnh và huyện Thạch Hà.
Từ đó, tỉnh Hà Tĩnh có 1 thành phố, 2 thị xã và 9 huyện.

## Dân cư
Tính đến ngày 1 tháng 4 năm 2019, dân số toàn tỉnh Hà Tĩnh đạt 1.288.866 người, mật độ dân số đạt 205 người/km². Trong đó dân số sống tại thành thị đạt 251.968 người, chiếm 19,5% dân số toàn tỉnh, dân số sống tại nông thôn đạt 1.036.898 người, chiếm 80,5%. Dân số nam đạt 640.709 người, trong khi đó nữ đạt 648.157 người. Tỷ lệ tăng tự nhiên dân số phân theo địa phương tăng 0.49 ‰.
Theo thống kê của Tổng cục Thống kê Việt Nam, tính đến ngày 1 tháng 4 năm 2009, trên địa bàn toàn tỉnh có 31 dân tộc cùng 1 người nước ngoài sinh sống. Trong đó dân tộc Kinh là đông nhất với 1.224.869 người, xếp ở vị trí thứ 2 là người Mường với 549 người, người Thái đứng ở vị trí thứ 3 với 500 người, thứ 4 là người Lào với 433 người. Tỉnh có 1 số dân tộc khác gồm: Tày, Khmer, Hoa, Nùng, H'Mông, Dao, Gia Rai, Ê Đê, Ba Na, Sán Chay, Chăm, Cơ Ho, Xơ Đăng, Sán Dìu, Hrê, Raglay, Mnông, Thổ, Khơ Mú, Tà Ôi, Mạ, Giẻ - Triêng, La Chí, Chứt, Lô Lô, Cơ Lao, Cống.

### Tôn giáo
Tính đến ngày 1 tháng 4 năm 2019, Hà Tĩnh có 8 Tôn giáo khác nhau chiếm 150.383 người. Trong đó, nhiều nhất là Công giáo có 149.273 người, thứ 2 là Phật giáo có 1.069 người và các tôn giáo khác là Phật giáo Hòa Hảo 7 người, Hồi giáo Việt Nam 6 người, Minh Lý Đạo 4 người, Tin Lành 18 người, Đạo Tứ Ân Hiếu Nghĩa 1 người, Đạo Bửu Sơn Kỳ Hương 5 người.
Riêng đạo Công giáo, Hà Tĩnh là 1 trong 15 tỉnh, thành phố có số lượng tín đồ đạo Công giáo đông nhất toàn quốc, có 6 giáo hạt, 58 giáo xứ, 231 họ đạo, 3 tu viện thuộc dòng Mến Thánh giá Vinh, ngoài ra còn  1 số cơ sở, nhóm nữ tu Dòng Mến Thánh giá, Dòng Bác ái. Năm 2019, toàn tỉnh có 56 linh mục và hơn 150 nữ tu ở các cơ sở dòng, nhóm nữ tu, có 149.273 giáo dân, chiếm 11,5% dân số, có 131/262 xã, phường, thị trấn có đông giáo dân và có 461 khu dân cư vùng giáo, trong đó 114 vùng giáo toàn vùng.

## Kinh tế
- Hà Tĩnh có Khu kinh tế Vũng Áng được xem là khu kinh tế ven biển trọng điểm quốc gia, với sản phẩm công nghiệp chủ lực là thép (22,5 triệu tấn), nhiệt điện (7000 MW) và dịch vụ cảng nước sâu với 59 cầu cảng cho tàu từ 5 vạn đến 30 vạn tấn cập bến.[34]
- Khu kinh tế cửa khẩu quốc tế Cầu Treo là một trong những khu kinh tế cửa khẩu được Chính phủ Việt Nam ưu tiên phát triển  Lưu trữ ngày 15 tháng 3 năm 2009 tại Wayback Machine. Khu kinh tế này gắn với cửa khẩu quốc tế Cầu Treo trên quốc lộ 8 thuộc địa bàn huyện Hương Sơn.

## Giao thông
Hà Tĩnh có đường Quốc lộ 1 đi qua với chiều dài 127,3 km (xếp thứ 3 trong các tỉnh có Quốc lộ 1 đi qua), 107 km đường cao tốc Bắc – Nam phía Đông, 87 km đường Hồ Chí Minh và tuyến đường sắt Bắc Nam chạy dọc theo hướng Bắc Nam với chiều dài 70 km. Tỉnh có đường Quốc lộ 8A chạy sang Lào qua cửa khẩu Quốc tế Cầu Treo với chiều dài 85 km, Quốc lộ 12C dài 55 km đi từ cảng Vũng Áng qua Quảng Bình đến cửa khẩu Cha Lo sang Lào và Đông Bắc Thái Lan.

## Di tích quốc gia đặc biệt
Hà Tĩnh có 2 di tích được xếp hạng Di tích quốc gia đặc biệt:
- Khu lưu niệm Đại thi hào Nguyễn Du ở huyện Nghi Xuân
- Mộ và Khu lưu niệm Đại danh y Lê Hữu Trác ở huyện Hương Sơn

Ngoài ra, Di tích Ngã ba Đồng Lộc ở huyện Can Lộc và Chỉ huy Sở Tiền phương Tổng cục Hậu cần, Bộ Tư lệnh 559, 500 ở huyện Hương Khê là hai điểm thuộc di tích quốc gia đặc biệt Đường Trường Sơn - Đường Hồ Chí Minh.

## Thư viện ảnh

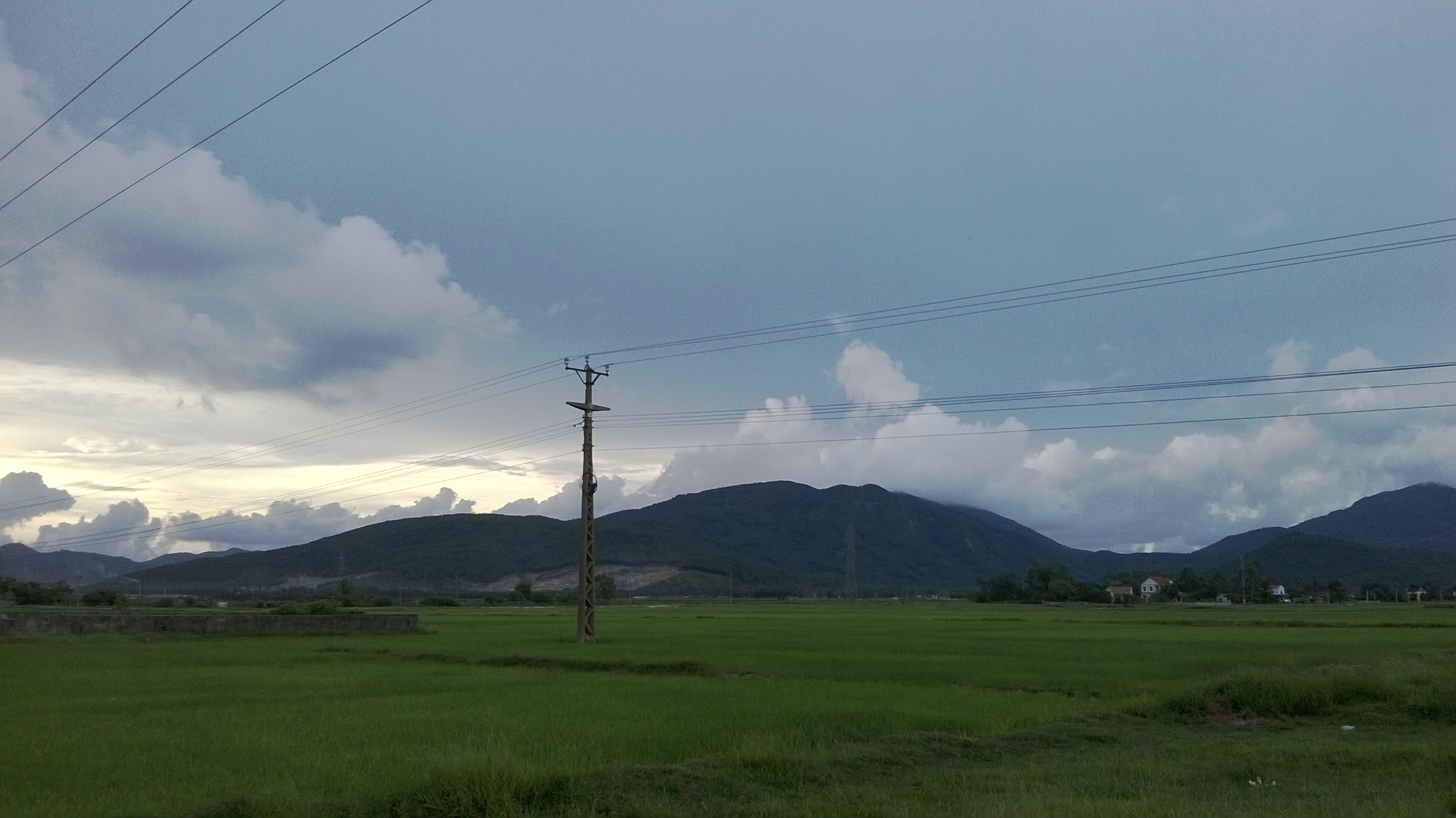
Núi Hồng Lĩnh - cùng với sông Lam là biểu tượng của Nghệ Tĩnh
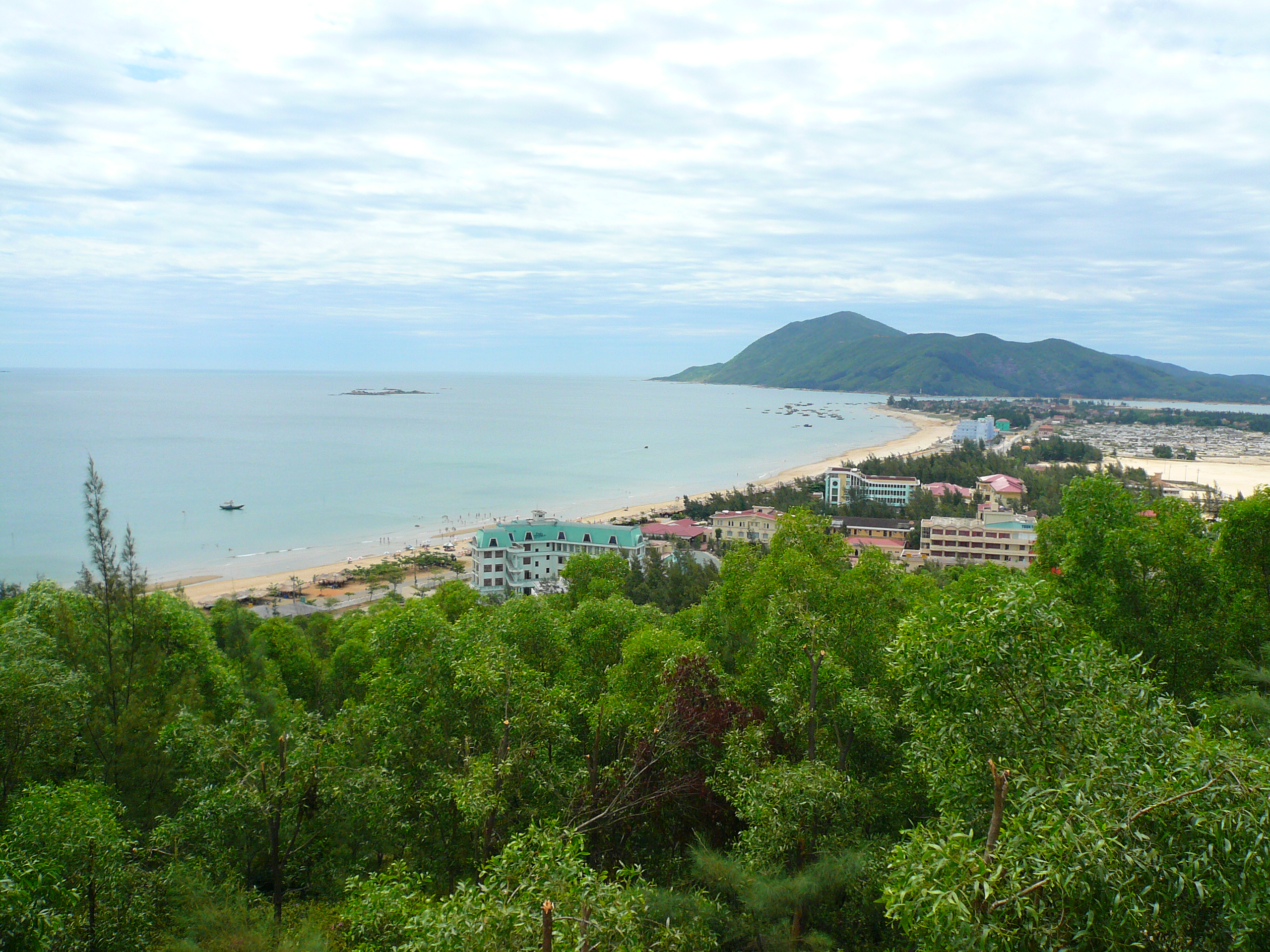
Bãi biển Thiên Cầm
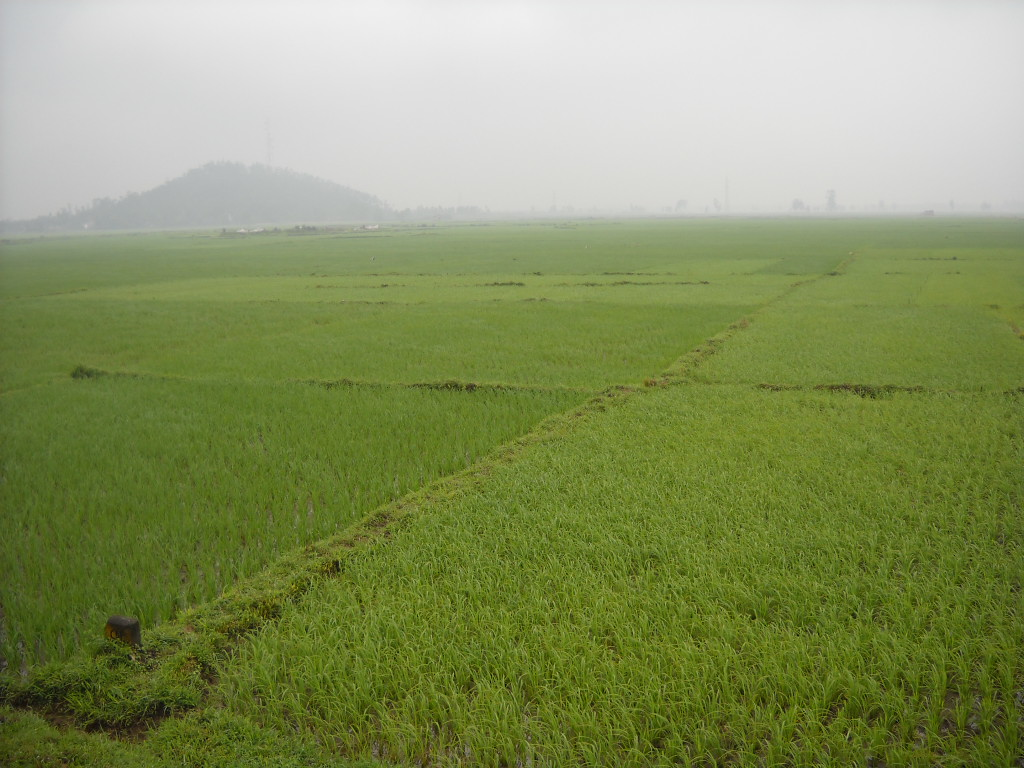
Cánh đồng ở Hồng Lĩnh
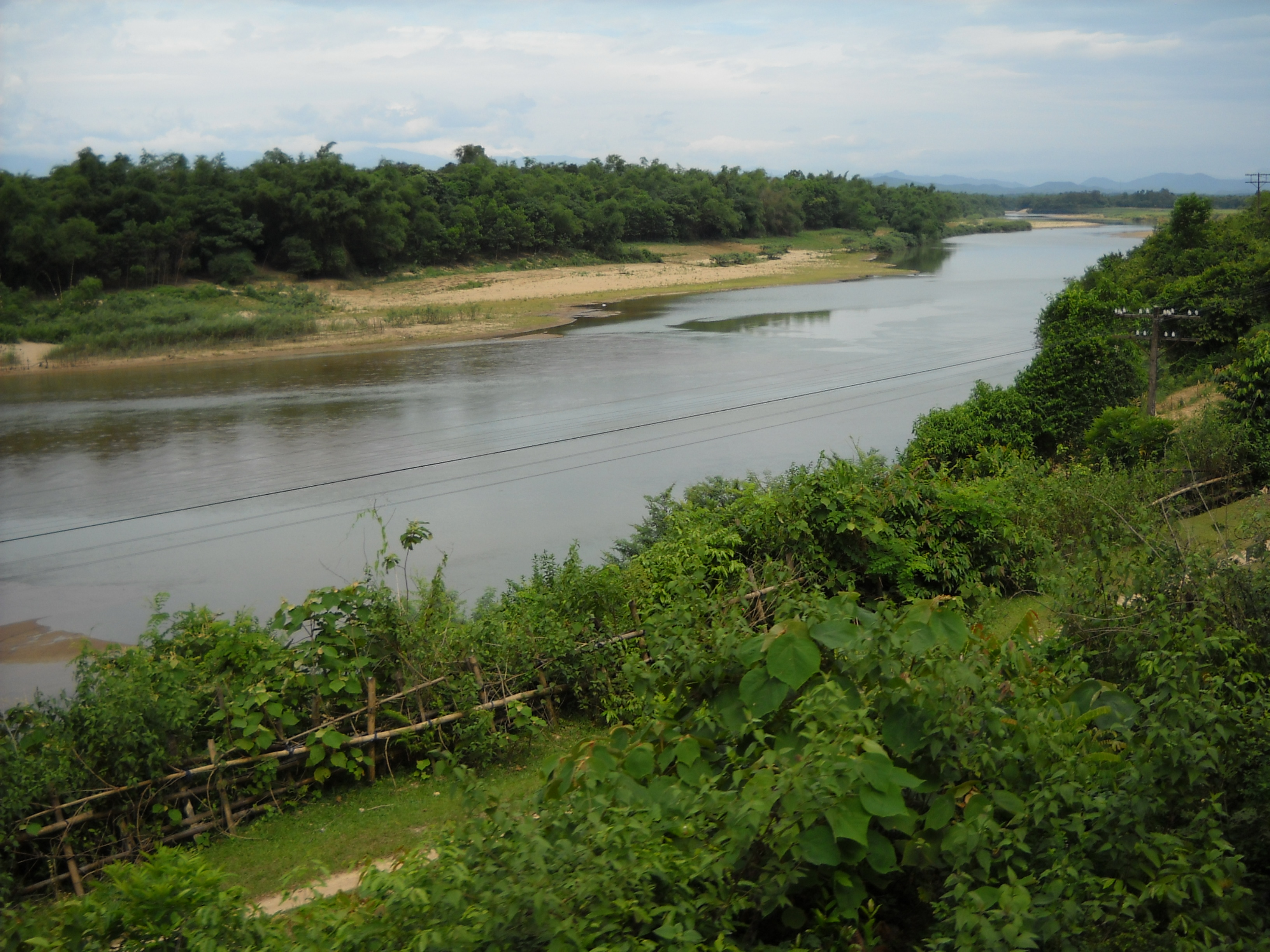
Sông Ngàn Sâu, đoạn qua Vũ Quang, Hà Tĩnh.
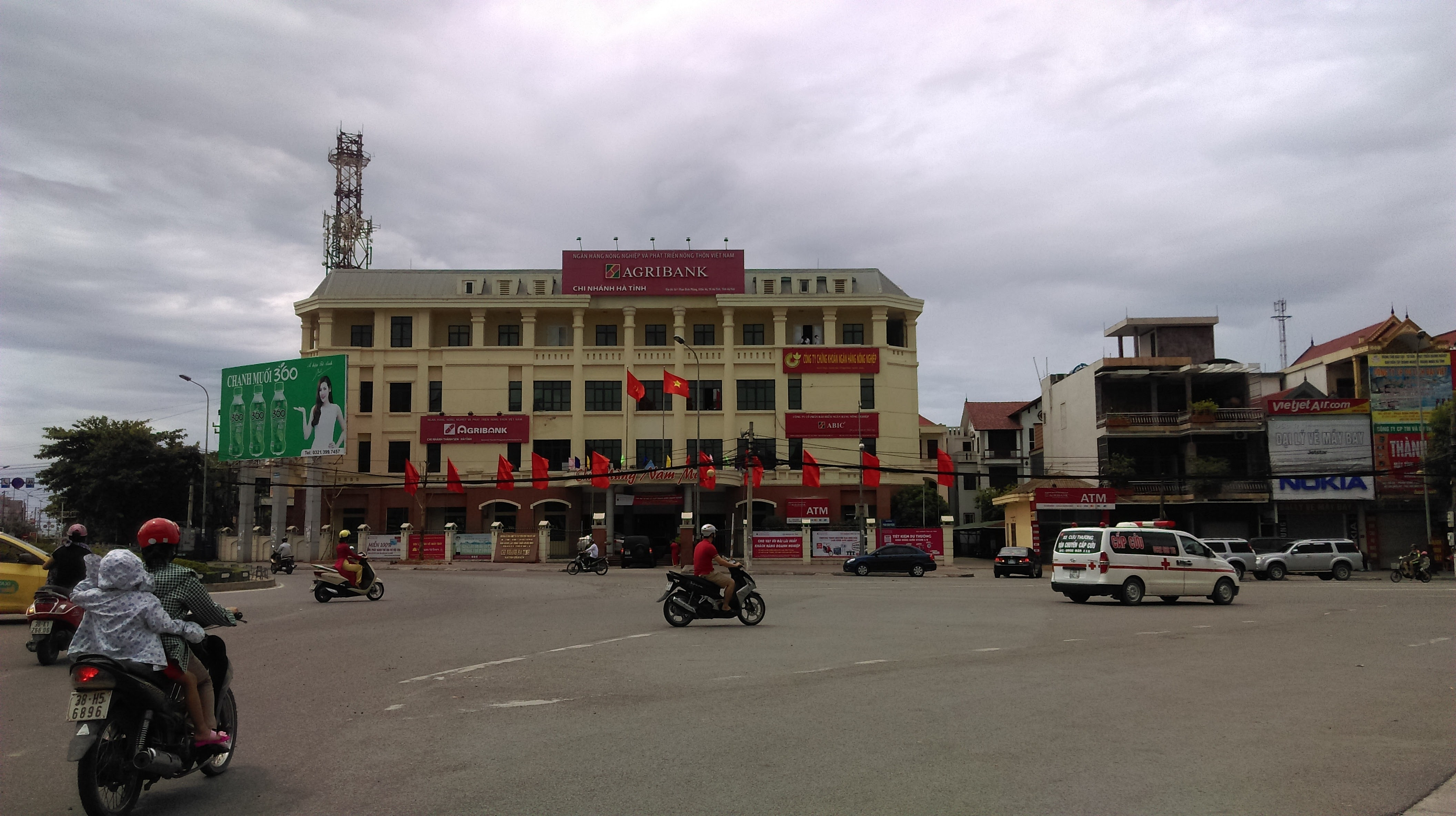
Agribank Hà Tĩnh
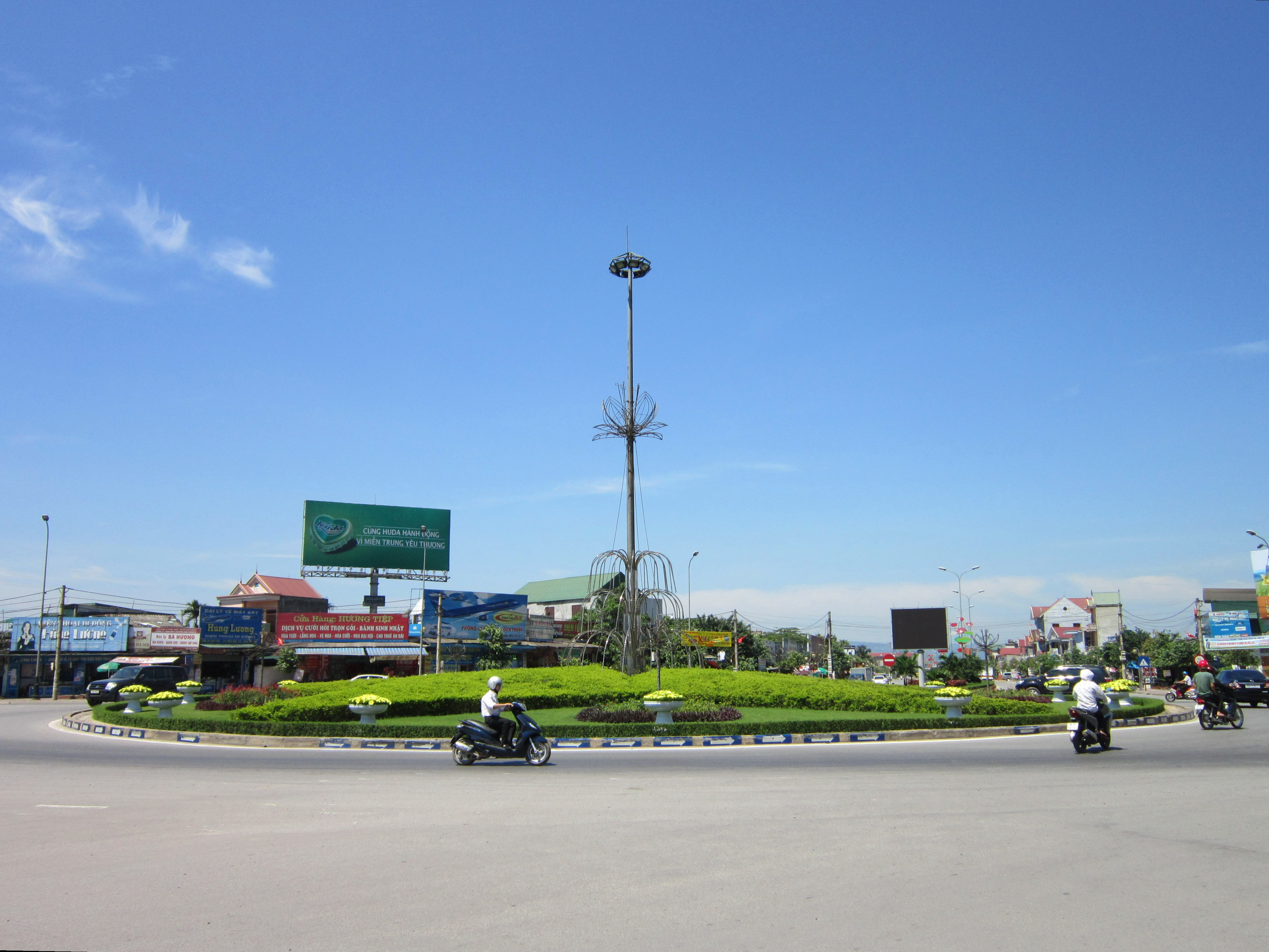
Vòng xuyến ở khu vực đường Trần Phú, TP. Hà Tĩnh
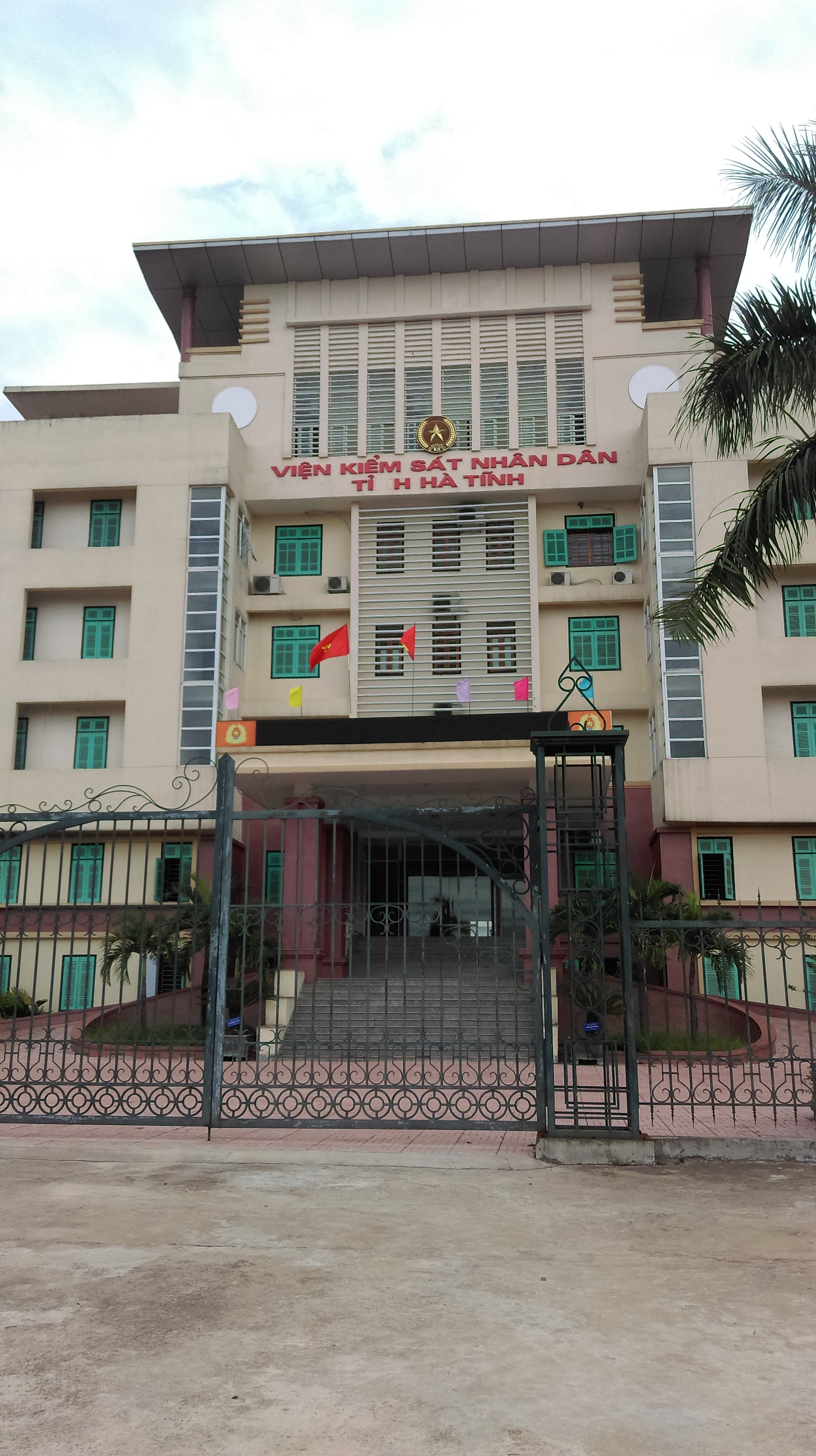
Viện Kiểm sát Nhân dân tỉnh Hà Tĩnh.
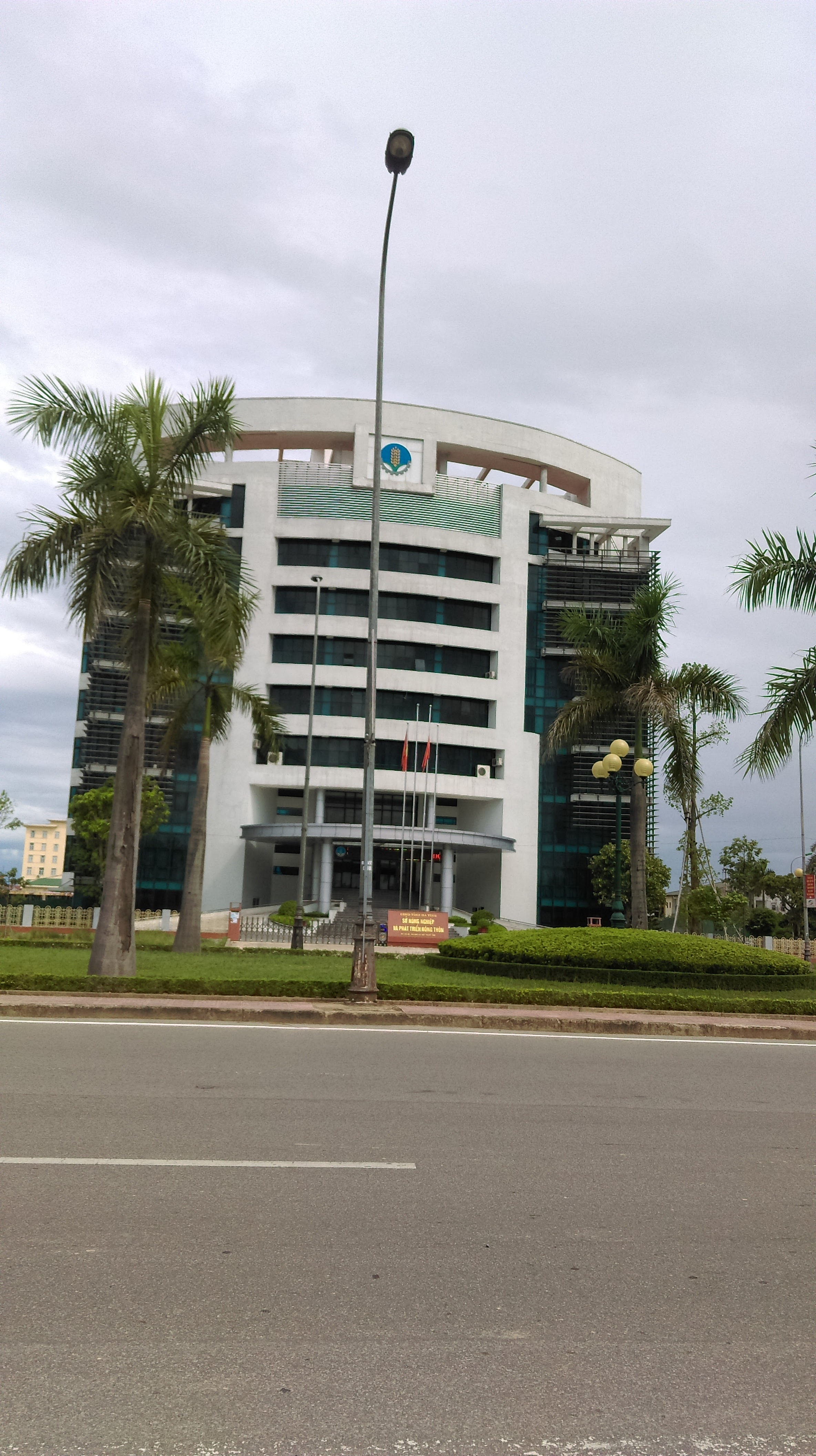
Sở Nông nghiệp & Phát triển Nông thôn Hà Tĩnh
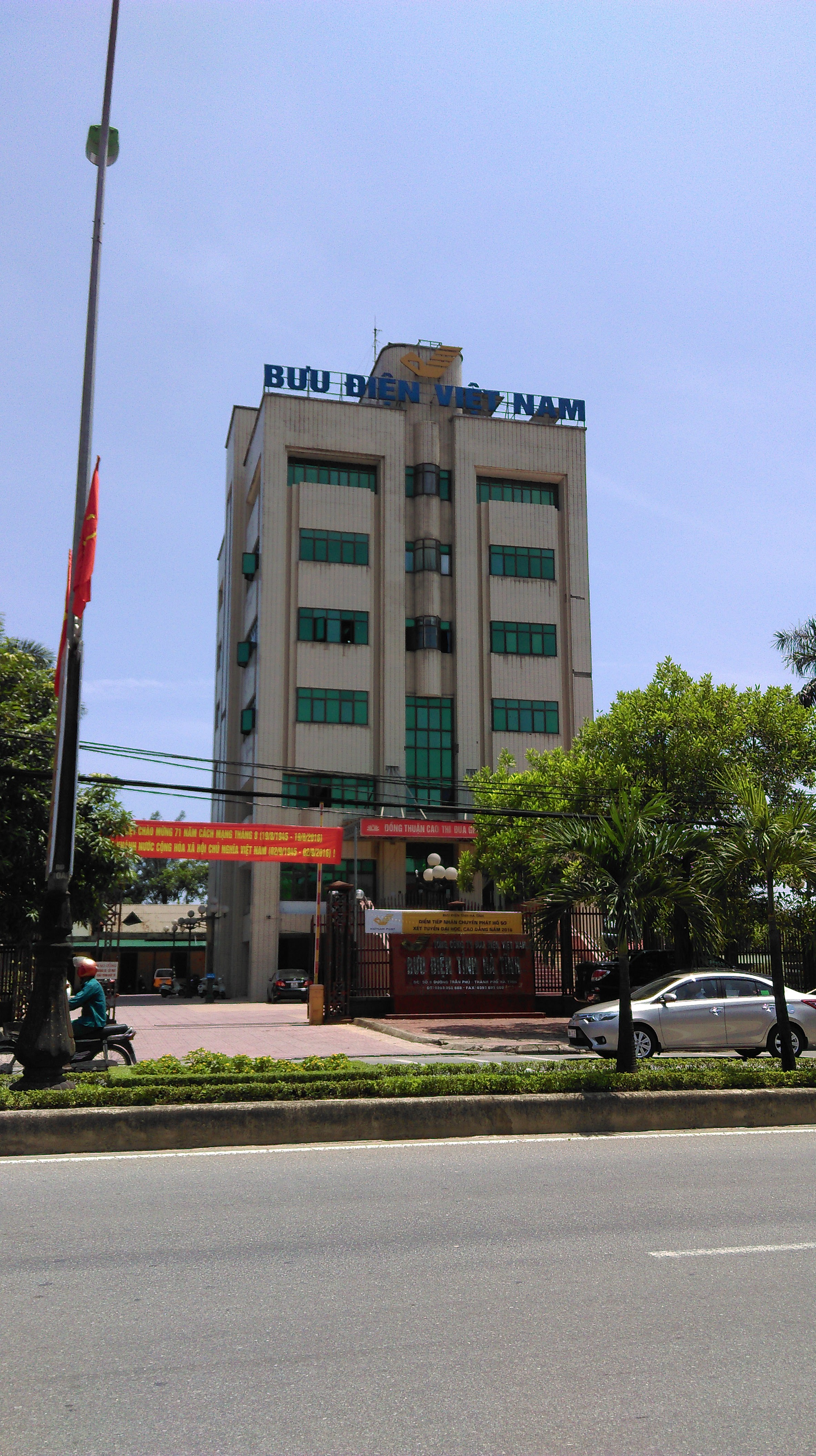
Bưu điện tỉnh Hà Tĩnh
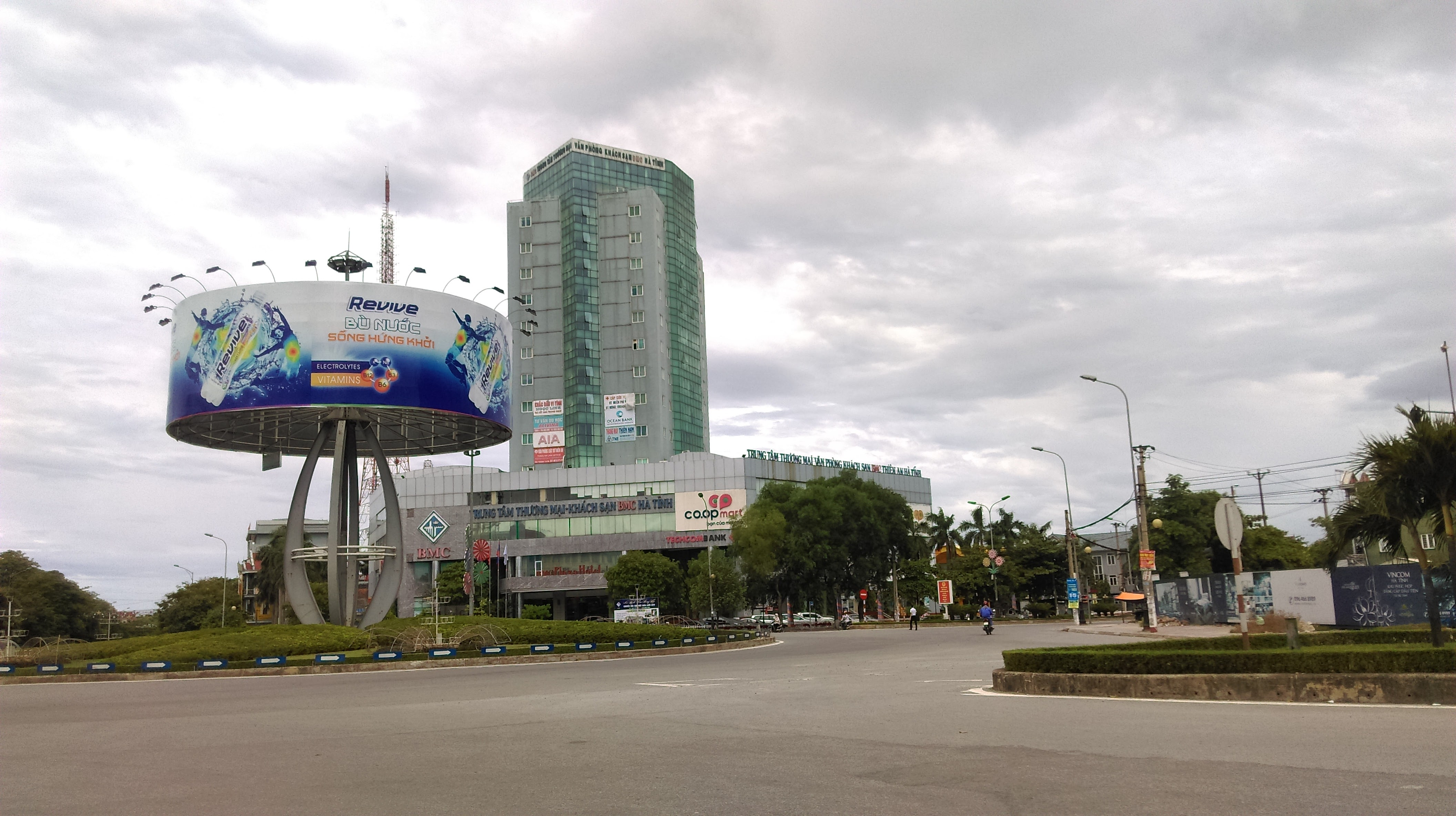
Trung tâm Thương mại BMC Hà Tĩnh
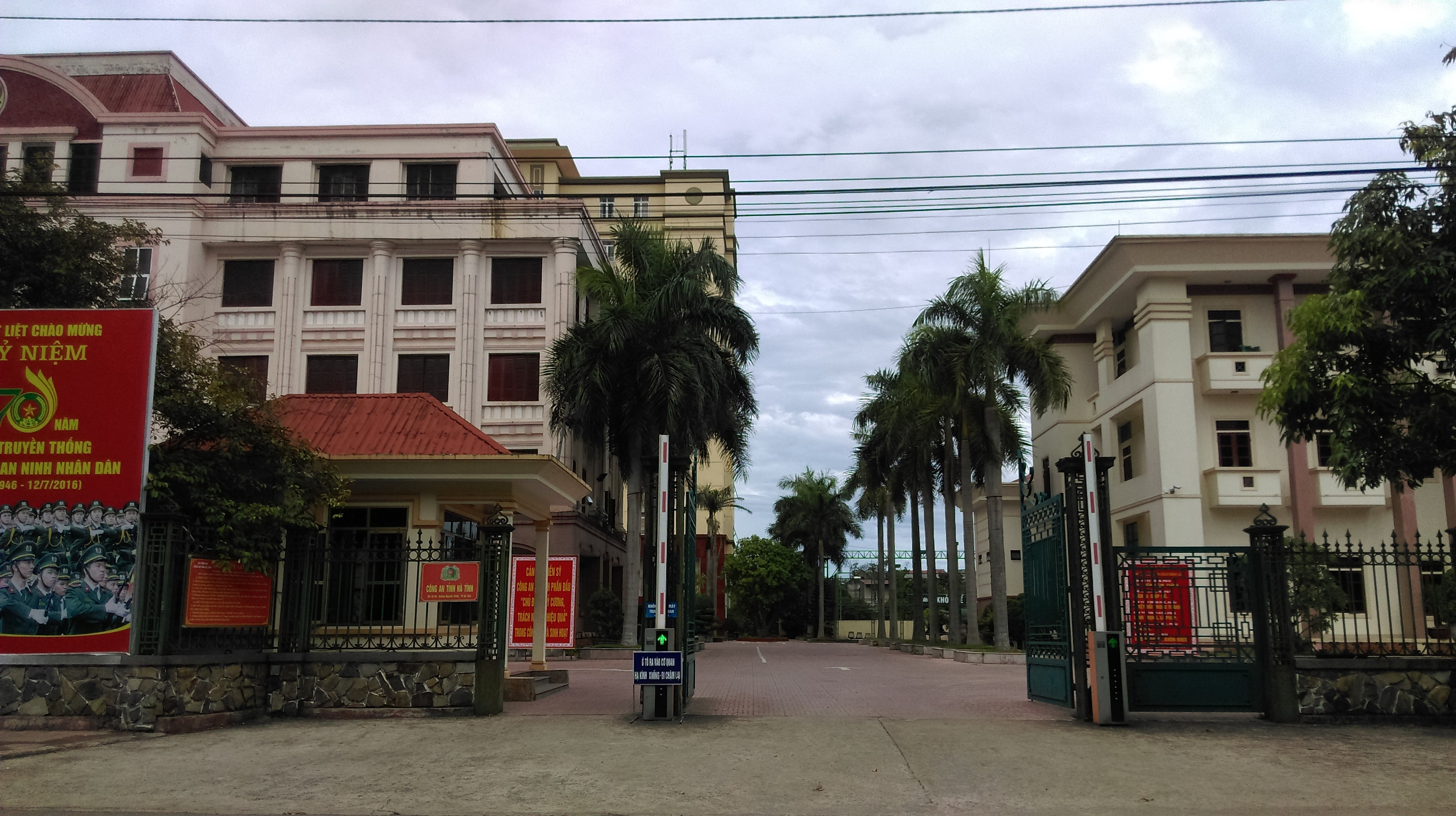
Công an tỉnh Hà Tĩnh
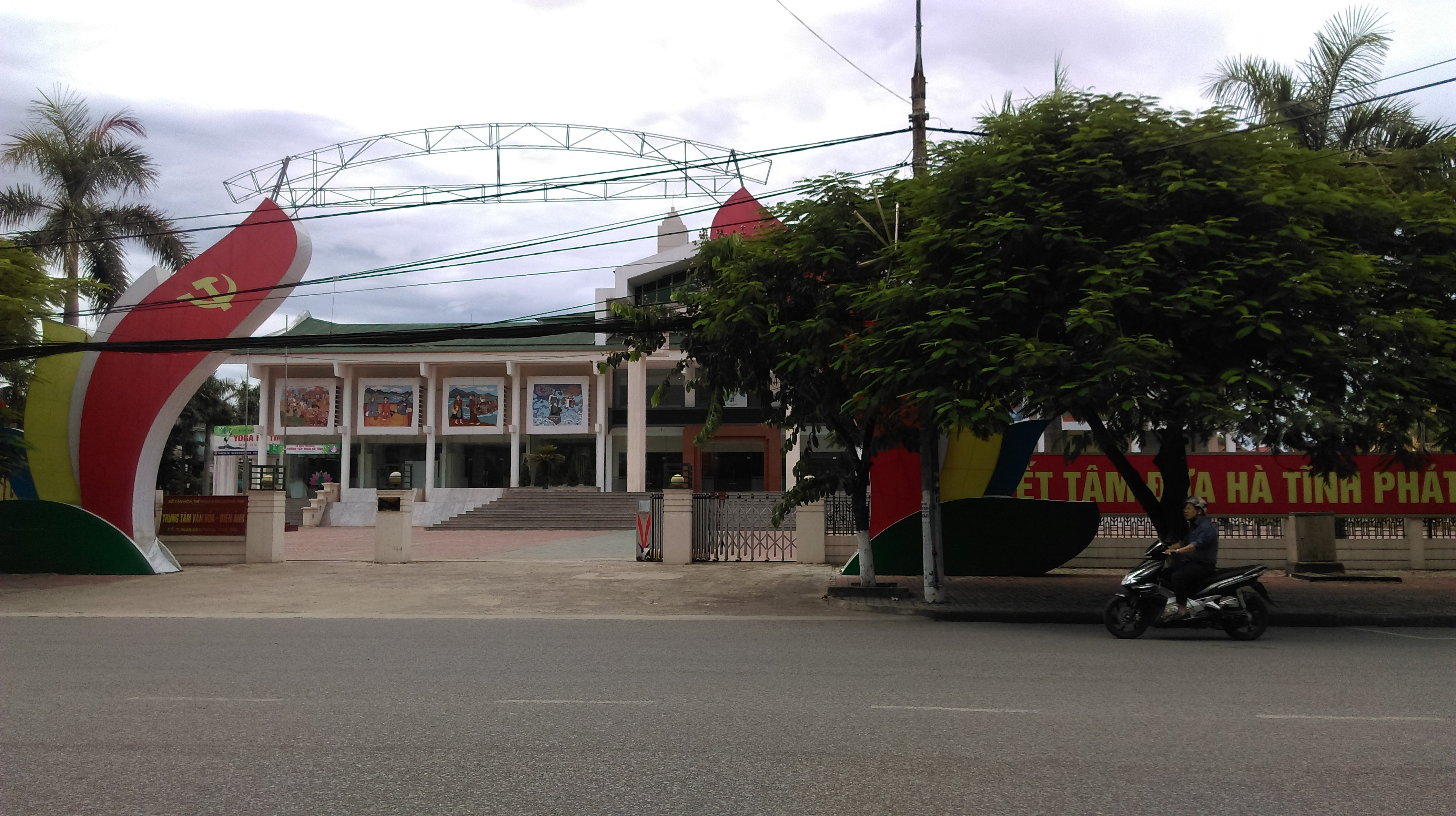
Trung tâm Văn hóa - Điện ảnh Hà Tĩnh
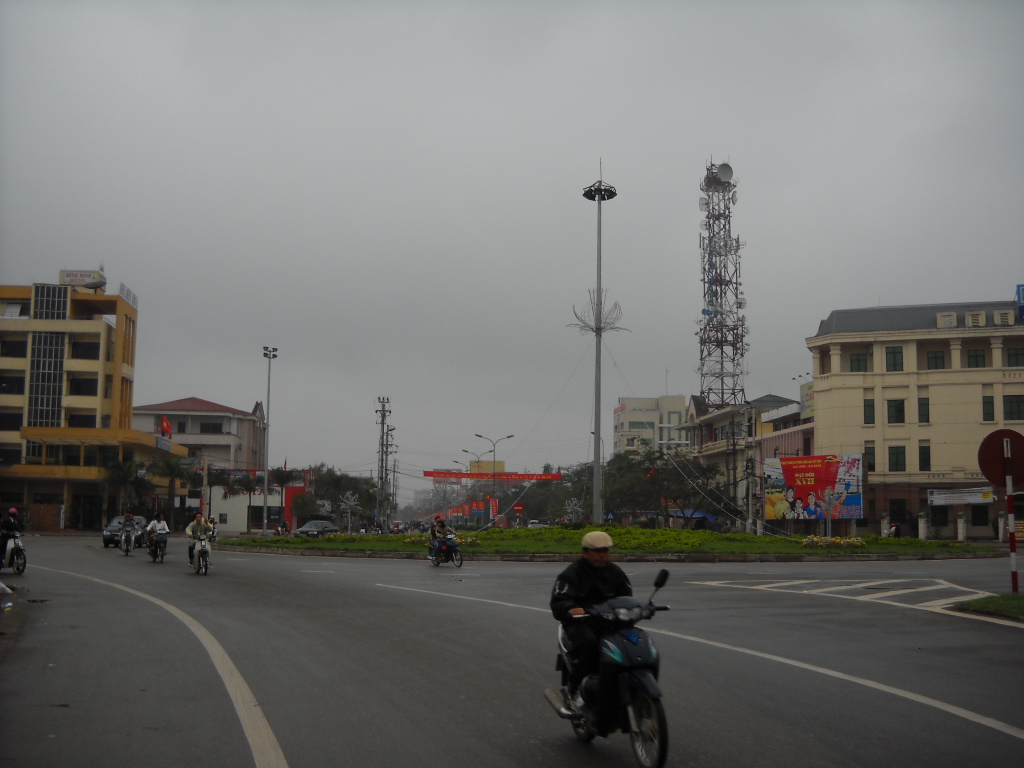
Thành phố Hà Tĩnh, năm 2010
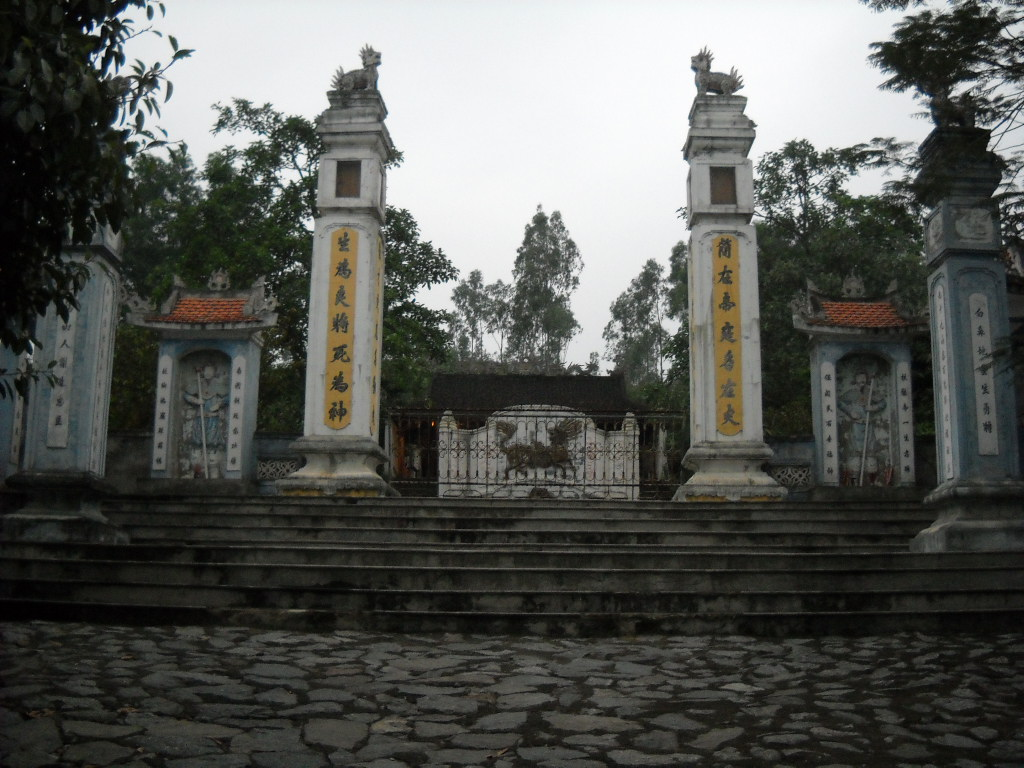
Đền thờ Bùi Cầm Hổ, Thị xã Hồng Lĩnh
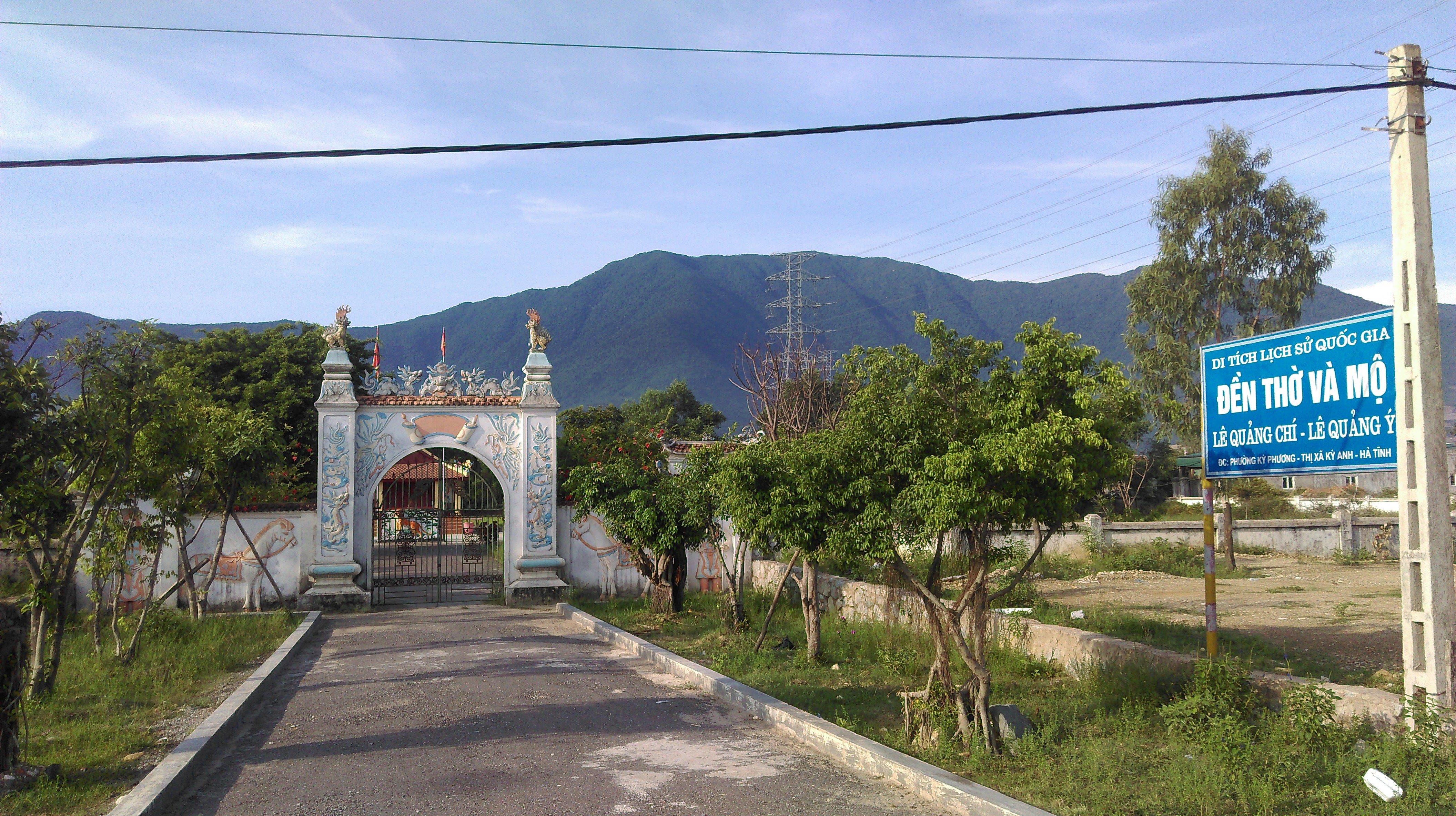
Đền thờ và mộ Lê Quảng Chí - Lê Quảng Ý.
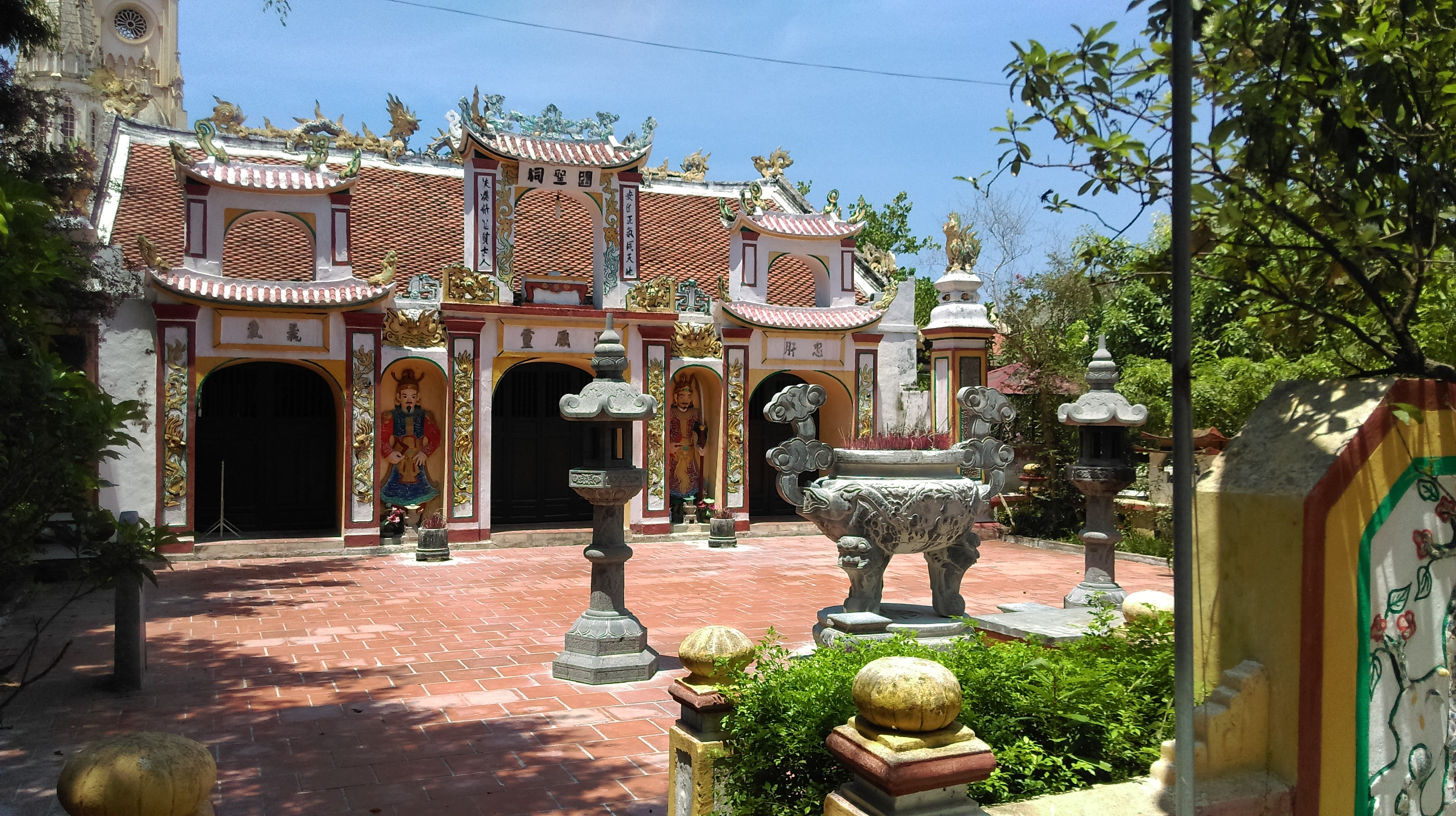
Đền Võ Miếu
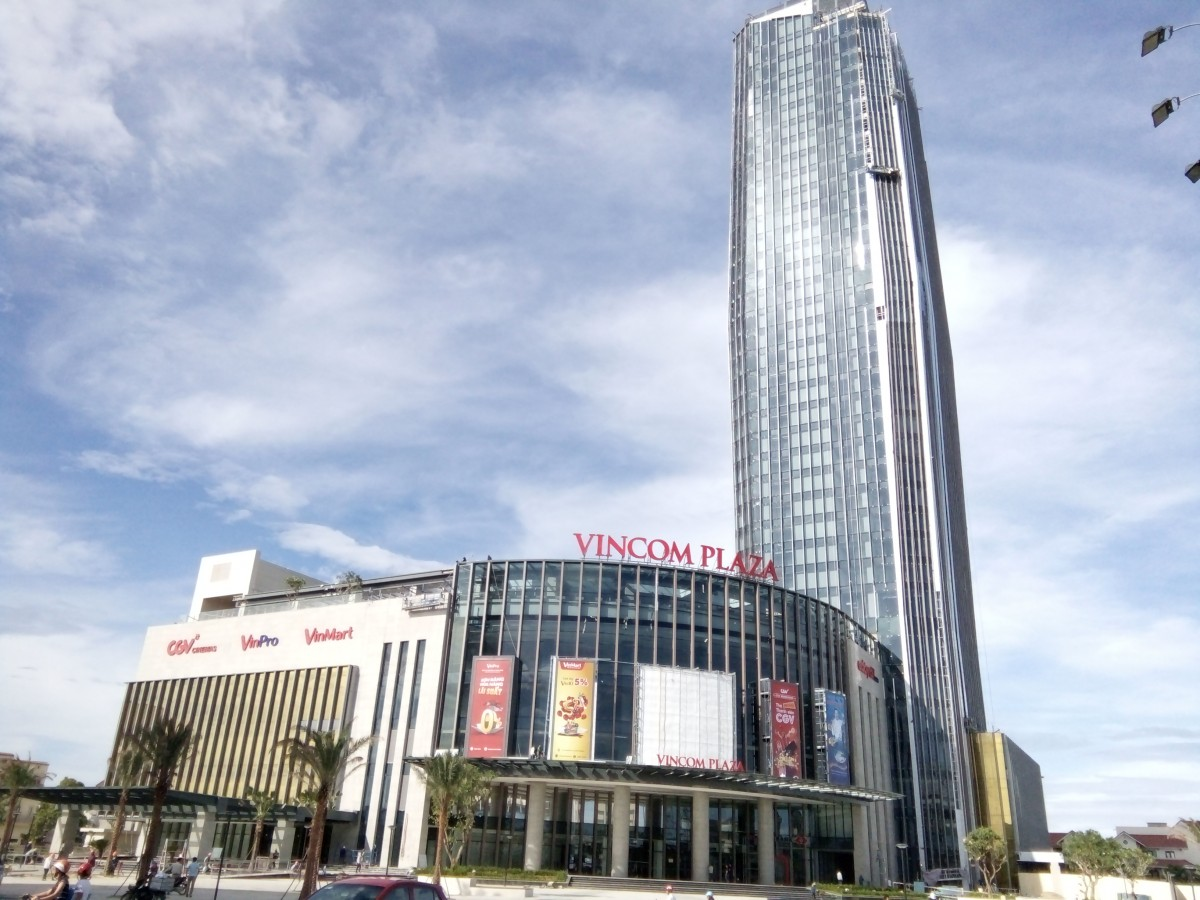
Vincom Plaza Hà Tĩnh
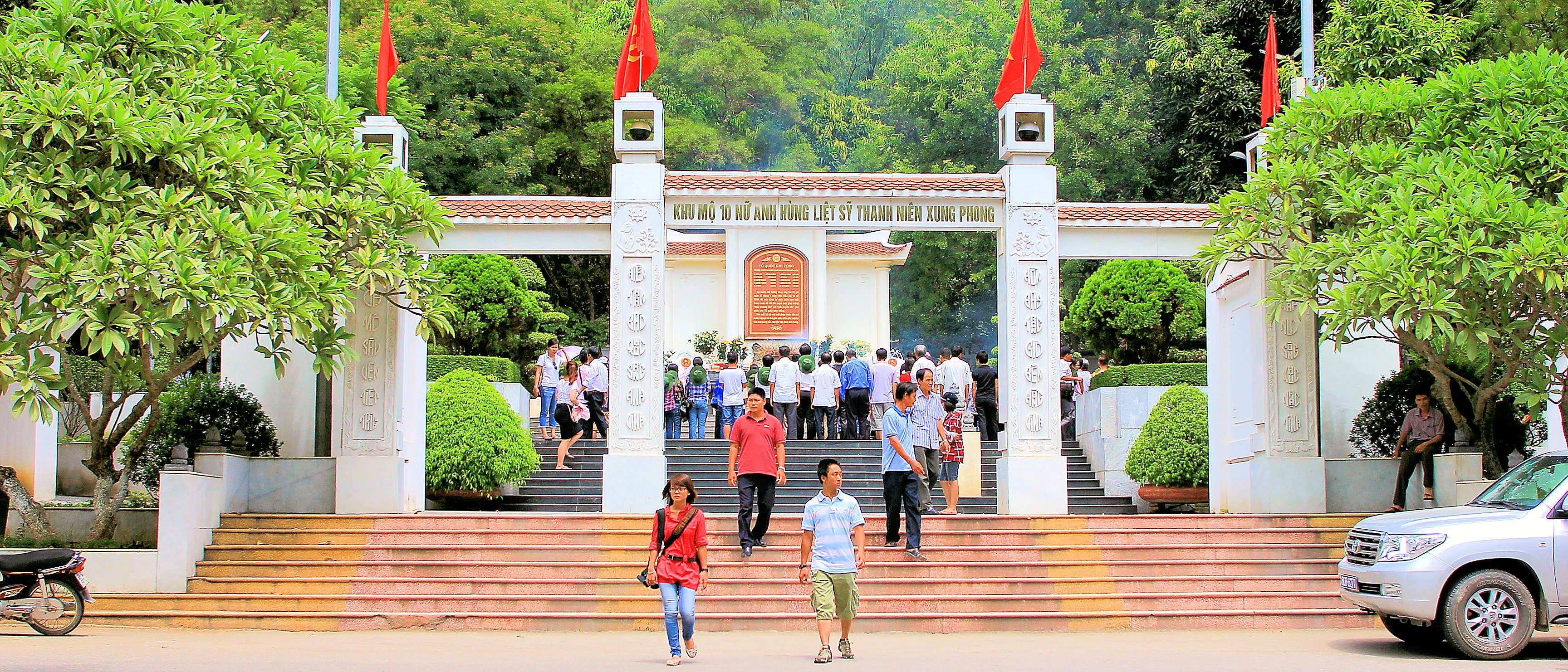
Ngã Ba Đồng Lộc
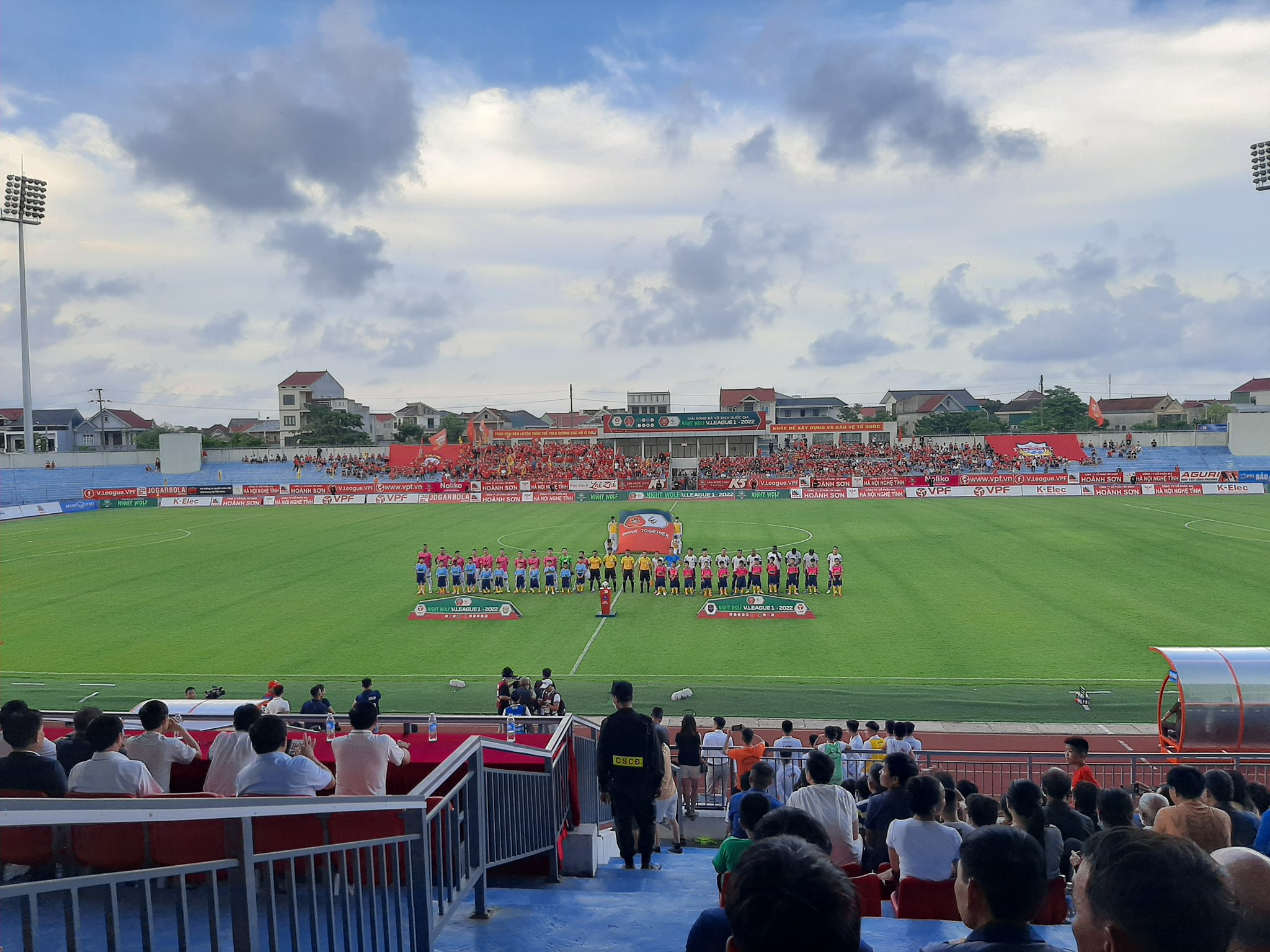
Sân vận động Hà Tĩnh